# 西別所站

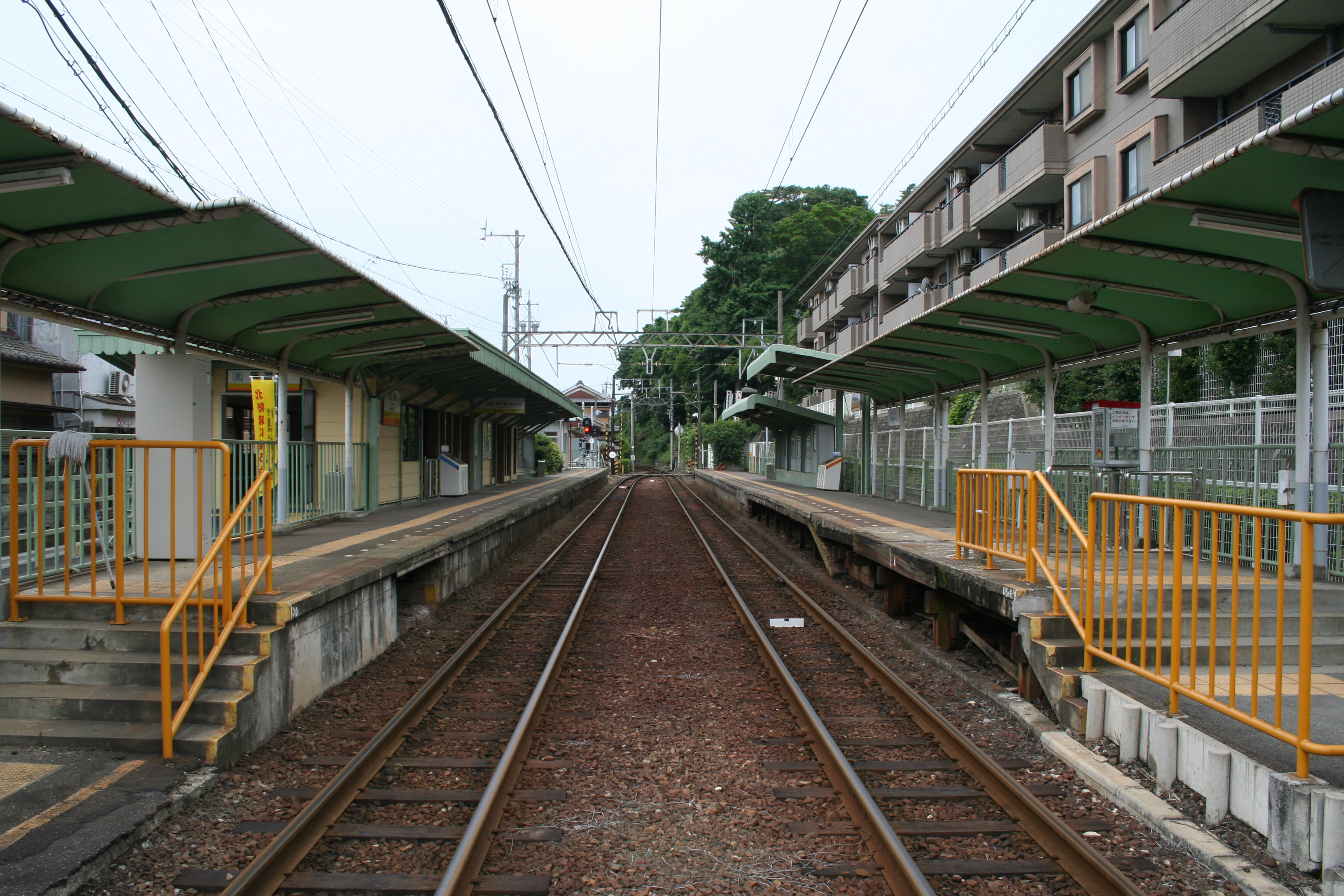
站內望向西桑名一方

西別所站（日语：／ Nishi-Bessho eki */?）是位於三重縣桑名市大字西別所，三岐鐵道的北勢線車站。

## 歷史

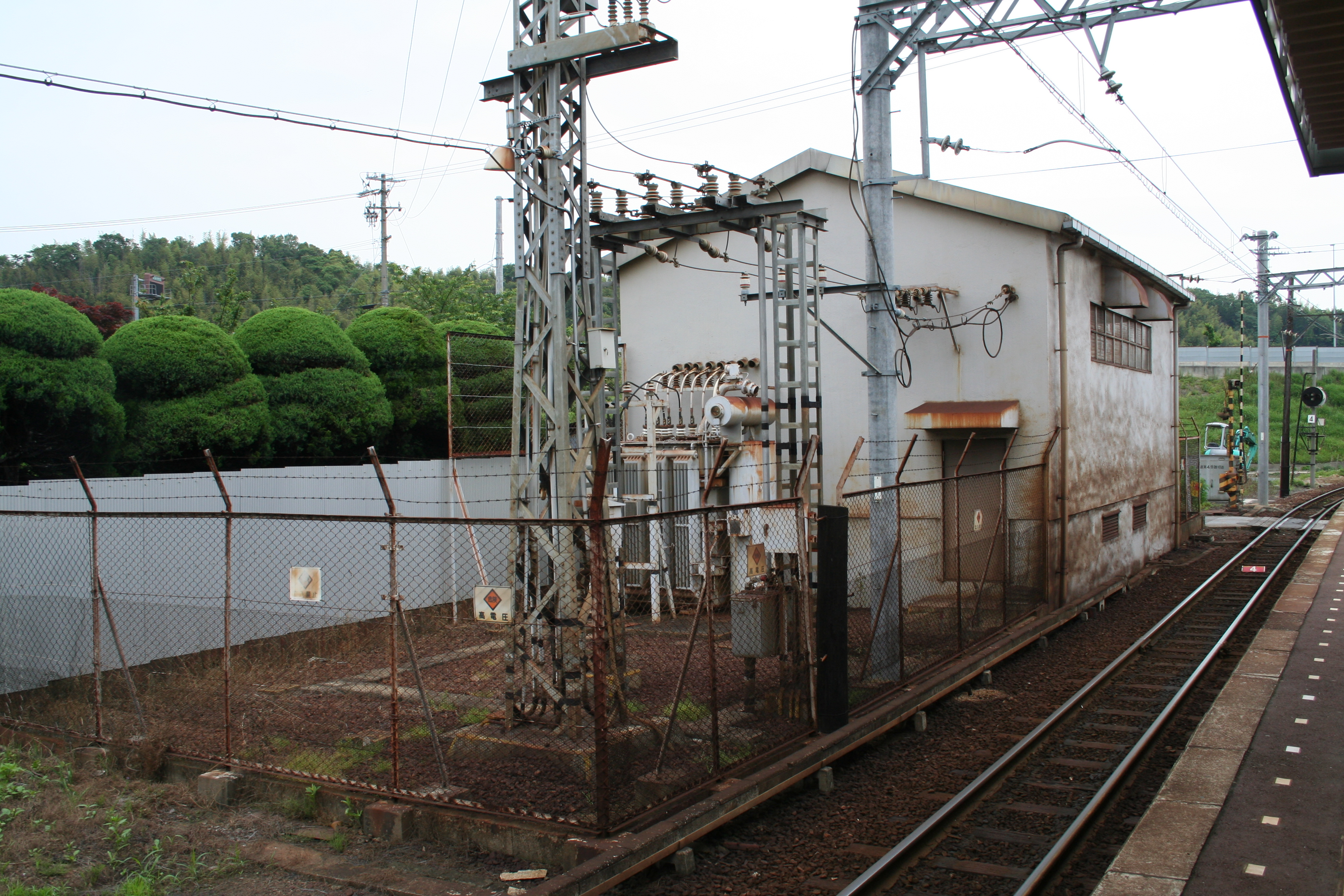
西別所變電站（現時已經撤走）

- 1914年（大正3年）4月5日 - 北勢鐵道車站啟用。
- 1934年（昭和9年）6月27日 - 公司名稱改變，成為北勢電氣鐵道車站[1]。
- 1944年（昭和19年）2月11日 - 公司合併，成為三重交通車站[1]。
- 1964年（昭和39年）2月1日 - 鐵路事業轉讓至三重電氣鐵道[1]。
- 1965年（昭和40年）4月1日 - 近畿日本鐵道與三重電氣鐵道合併，此站成為近鐵車站[1]。
- 1977年（昭和52年）4月20日 - 月台向阿下喜一方延伸5米（使月台長度：56米→61米）。
- 1996年（平成8年）4月1日 - 成為無人車站。
- 2003年（平成15年）4月1日 - 北勢線轉讓至三岐鐵道[1]。
- 2004年（平成16年）3月25日 - 車站大樓重建並開始使用。同時站前增設停車位置。
- 2004年（平成16年）3月29日 - 車站加設無障礙設施。
- 2004年（平成16年）11月19日 - 車站東邊設有免費停車場（20台），後來再增加10台。
- 2005年（平成17年）3月26日 - 於此站折返專用的信號設備撤走。
- 2005年（平成17年）9月1日 - 車站大樓內增設自動售賣機、自動補票機和自動閘機。同時增設來自東員站的遠端制控。
- 2009年（平成21年）2月 - 鄰接車站的西別所變電站撤走。

## 車站構造
車站是一座地面車站，設有1面1線的單式月台。月台旁邊設有車站大樓。

## 特徴
- 此站是無人車站，月台上設有閉路電視，由東員站遠端監制此站。
- 車站大樓內設有自動售票機1台、自動閘機（2座，其中一座可讓輪椅人士使用的闊閘機）和自動補票機（日语：自動精算機）1台。
- 上述的自動售票機可購買普通車票、回數票。不可購買定期票。
- 廁所位於閘口內，分別設有多用途廁所和男女分開的濕廁。
- 此站沒有候車室。
- 此站不像其他北勢線車站設有免費停車場，因此不可使用泊車轉乘。
- 站前設有停車空間，因此方便在此站進行接送。但是停車空間比起其他站較狹窄。
- 站前設有小型免費單車停泊場地（20架車位設有上蓋，10架車位沒有上蓋）。
- 沒有的士於此站候客。
- 此站沒有公共電話。
- 此站設有無障礙設施，這是在三重縣的措施下規定。
- 從以前（近鐵時代）設有此站折返列車班次。在2003年度起，於此站折返專用的信號設備撤走，現時列車不可於此站折返。
- 從前，車站鄰接西別所變電站（用作供應北勢線的電力），現時已經撤走。

## 利用狀況
根據「三重縣統計書」，以下為1日平均乘車人次。
| 年度   | 一日平均 乘車人次 |
| ------ | ----------------- |
| 1997年 | 279               |
| 1998年 | 251               |
| 1999年 | 248               |
| 2000年 | 250               |
| 2001年 | 240               |
| 2002年 | 230               |
| 2003年 | 203               |
| 2004年 | 198               |
| 2005年 | 205               |
| 2006年 | 194               |
| 2007年 | 193               |
| 2008年 | 187               |
| 2009年 | 174               |
| 2010年 | 175               |
| 2011年 | 173               |
| 2012年 | 167               |
| 2013年 | 169               |
| 2014年 | 164               |
| 2015年 | 168               |
| 2016年 | 171               |
| 2017年 | 169               |
| 2018年 | 172               |
| 2019年 | 166               |

## 車站周邊
- 八風巴士（日语：八風バス）巴士站
- 桑名西別所郵局

## 相鄰車站
三岐鐵道
■北勢線
馬道－西別所－蓮花寺
1944年（昭和19年）7月1日前，此站至蓮花寺站之間設有稗田前站。

## 註腳
1. 1 2 3 4 5 6  曾根悟（監修）. 朝日新聞出版分冊百科編集部（編集） , 编. . 週刊朝日百科. 26号 長良川鉄道・明知鉄道・樽見鉄道・三岐鉄道・伊勢鉄道. 朝日新聞出版. 2011-09-18: 26 （日语）.
2. ↑  三重県統計書 （页面存档备份，存于）（日語） - 三重縣